# Aeroportul Municipal Hot Springs County-Thermopolis
Aeroportul Municipal Hot Springs County-Thermopolis (IATA: THP, ICAO: KTHP, FAA LID: THP) este un aeroport din Comitatul Hot Springs, Wyoming, Wyoming, Statele Unite ale Americii ce deservește zona Thermopolis⁠(d). A fost numit după zona deservită.
Situat la o altitudine de 1.400 m, aeroportul dispune de o singură pistă.